# Olavo II da Noruega
Olavo II Haraldsson, também conhecido como Olavo, o Santo (em nórdico antigo Ólafr Haraldsson; em norueguês Heilag-Olav), foi rei da Noruega de 1015 a 1028. De origem viquingue, converteu-se ao catolicismo na cidade francesa de Ruão e esteve a serviço do rei exilado Etelredo II de Inglaterra. (r. 978–1016).
Regressou à Noruega em 1015. Por ser descendente do rei Haroldo I da Noruega, foi reconhecido rapidamente como rei e tirou os nobres que regiam o país do poder. Introduziu uma administração central forte, completou a conversão, iniciada por Olavo I da Noruega, dos noruegueses e ergueu igrejas por todo o território.
É o padroeiro da Noruega e um dos poucos santos de origem norueguesa reconhecidos pela Igreja Católica.

## Vida
Foi filho de Haroldo, o Grenlandês (947 - c.  995), líder viquingue e rei de Vestfold, Noruega, no século X e de Åsta Gudbrandsdatter.
Olavo II casou em fevereiro de 1019 em Sarpsborg com Astrid Olofsdotter de Suécia, filha do rei Olavo, o Tesoureiro (960 — c. 1022)  Tiveram uma filha:
1. Vulfilda da Noruega (c. 1025 - 1072), que se casou com Ordulfo da Saxônia (1020 - 28 de Março de 1072).[8]

Com uma amante antes da sua conversão, Alvilda, teve um filho ilegítimo:
1. Magno I da Noruega (1045 - 1106), futuro rei da Noruega e Dinamarca, casado com Sofia da Hungria (1040 - 18 de junho de 1095) filha de Bela I da Hungria (1016 - 1063)[9] e de Rixa da Polónia.